# مارفن جيمس
مارفن جيمس هو متزلج على الثلوج سويسري، ولد في 27 أكتوبر 1989 في Reichenbach im Kandertal ‏ في سويسرا.

## وصلات خارجية
- مارفن جيمس على موقع الاتحاد الدولي للتزلج (ركوب لوح الثلج) (الإنجليزية)
- مارفن جيمس على موقع أوليمبيديا (الإنجليزية)